# Иван Стругар
Иван Стругар (Титоград, 18. децембар 1974) црногорски је кик-боксер. Добитник је бројних трофеја и признања како у аматерској тако и у професионалној конкуренцији, а један је од најпопуларнијих спортиста у Црној Гори. Тренутно се бори за Светску асоцијацију кик бокс организација, ван Аристон теретане у Подгорици.
У октобру 2014. године, рањен је ватреним оружјем у пределу ноге.
Изјашњава се као Југословен.